# Jerzy Knebel

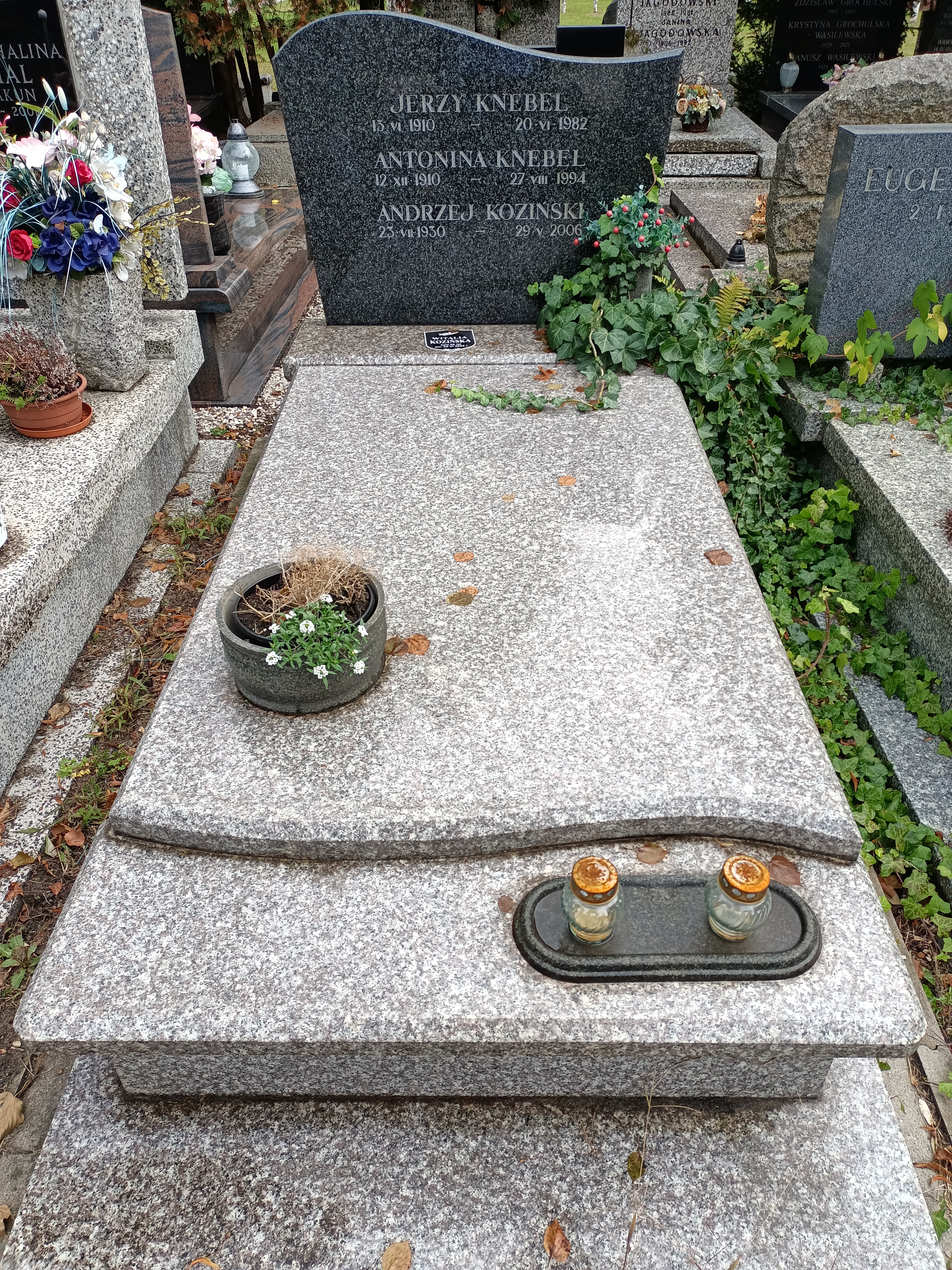
Grób Jerzego Knebla na Cmentarzu Wojskowym na Powazkach

Jerzy Knebel (ur. 13 czerwca 1910, zm. 20 czerwca 1982) – polski historyk, badacz dziejów najnowszych, docent, dr hab.

## Życiorys
Początkowo pracował w Katedrze Historii Międzynarodowego Ruchu Robotniczego w Szkole Partyjnej przy KC PZPR. Następnie był zastępcą kierownika Katedry Historii Powszechnej w Wyższej Szkole Nauk Społecznych przy KC PZPR. Od 1963 roku był szefem Zespołu Międzynarodowego Ruchu Robotniczego przy Katedrze Historii Powszechnej i Stosunków Międzynarodowych Wyższej Szkole Nauk Społecznych przy KC PZPR.
Został pochowany na cmentarzu wojskowym na Powązkach (kwatera D37-3-6).

## Wybrane publikacje
- Walka narodowo-wyzwoleńcza w Chinach, cz. 1-2, Warszawa: Zarząd Główny Polskiego Związku Niewidomych 1952.
- Niemcy w latach 1924-1929, Warszawa: Szkoła Partyjna przy KC PZPR 1953.
- Polityka socjaldemokracji niemieckiej w przededniu rewolucji listopadowej 1918 roku, Warszawa: Państwowe Wydawnictwo Naukowe 1957.
- Rząd pruski wobec sprawy polskiej w latach 1914-1917, Warszawa : Wyższa Szkoła Nauk Społecznych przy KC PZPR 1961.
- Rząd pruski wobec sprawy polskiej w latach 1914-1918, Poznań: Wydawnictwo Poznańskie 1963.
- SPD wobec sprawy polskiej 1914-1918, Warszawa: "Książka i Wiedza" 1967.